# Aplocoma
Aplocoma is een geslacht van uitgestorven slangsterren uit de familie Ophiolepididae. Vertegenwoordigers van dit geslacht zijn slechts als fossiel bekend.

## Soorten
- Aplocoma aalensis Hess, 1991 †
- Aplocoma agassizi (von Münster, 1839) †
- Aplocoma brevispina Hess, 1985 †
- Aplocoma buehleri (Hess, 1970) †
- Aplocoma granulata (Benecke, 1868) †
- Aplocoma lariensis (Airaghi, 1908) †
- Aplocoma mutata Hess, 1970 †
- Aplocoma torrii (Desio, 1951) †